# The Test of Friendship
The Test of Friendship è un cortometraggio muto del 1908 diretto e sceneggiato da David W. Griffith e prodotto dalla American Mutoscope and Biograph Company. Girato in novembre nel New Jersey e a New York, il film uscì in sala in dicembre.

## Trama
Un uomo ricco fa credere ai suoi amici di essere rovinato per vedere le loro reazioni alla notizia.

## Produzione
Il film fu prodotto dalla American Mutoscope and Biograph Company. Venne girato dal 6 al 25 novembre a Hoboken, nel New Jersey e negli studi della Biograph di New York.

## Distribuzione
Il film - un cortometraggio di tredici minuti - uscì in sala in 15 dicembre 1908, distribuito dall'American Mutoscope and Biograph Company.
Non si conoscono copie ancora esistenti della pellicola che viene considerata presumibilmente perduta
.